# Letecký útok na Prahu 14. února 1945

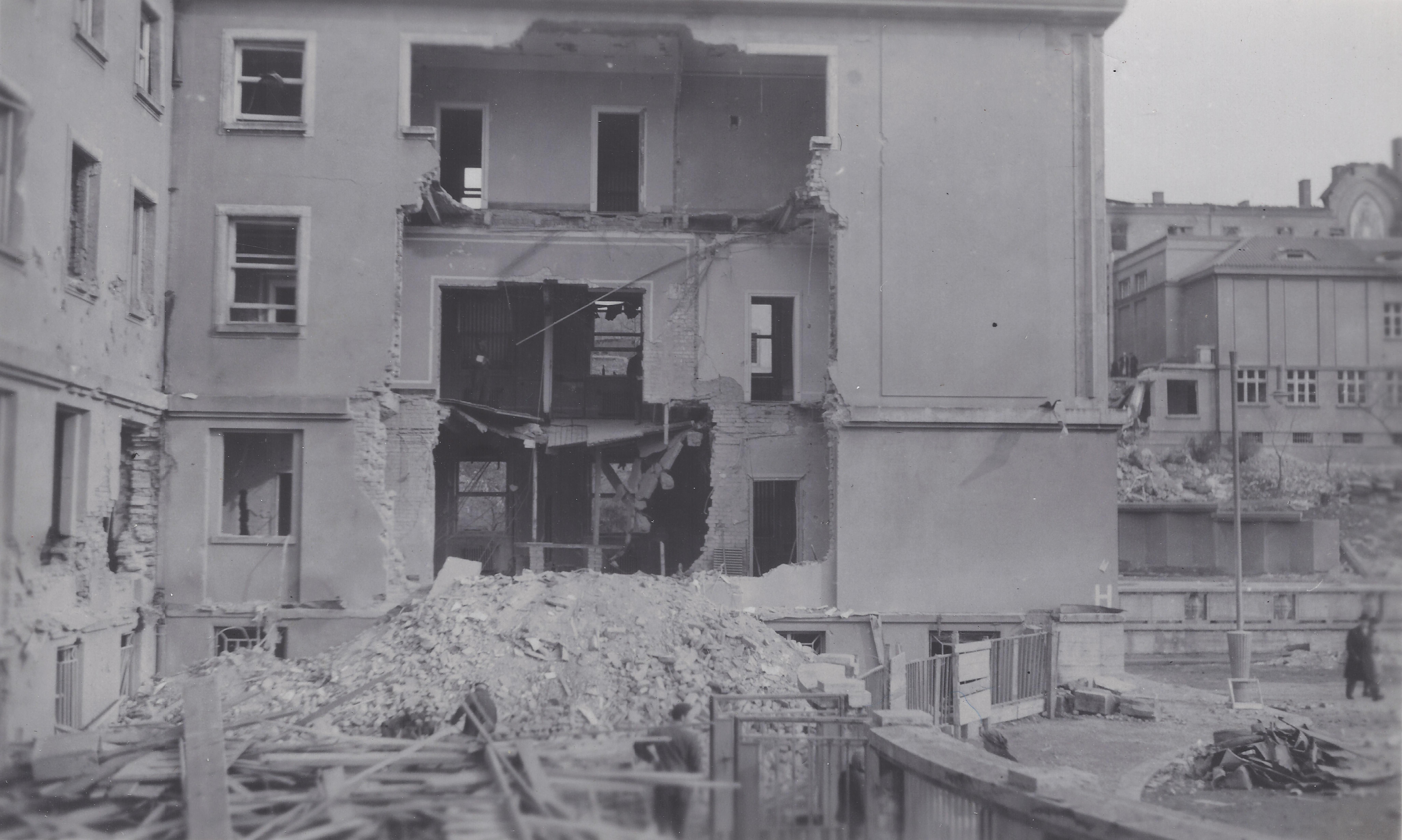
Emauzský klášter a bývalé Ministerstvo sociální péče po náletu

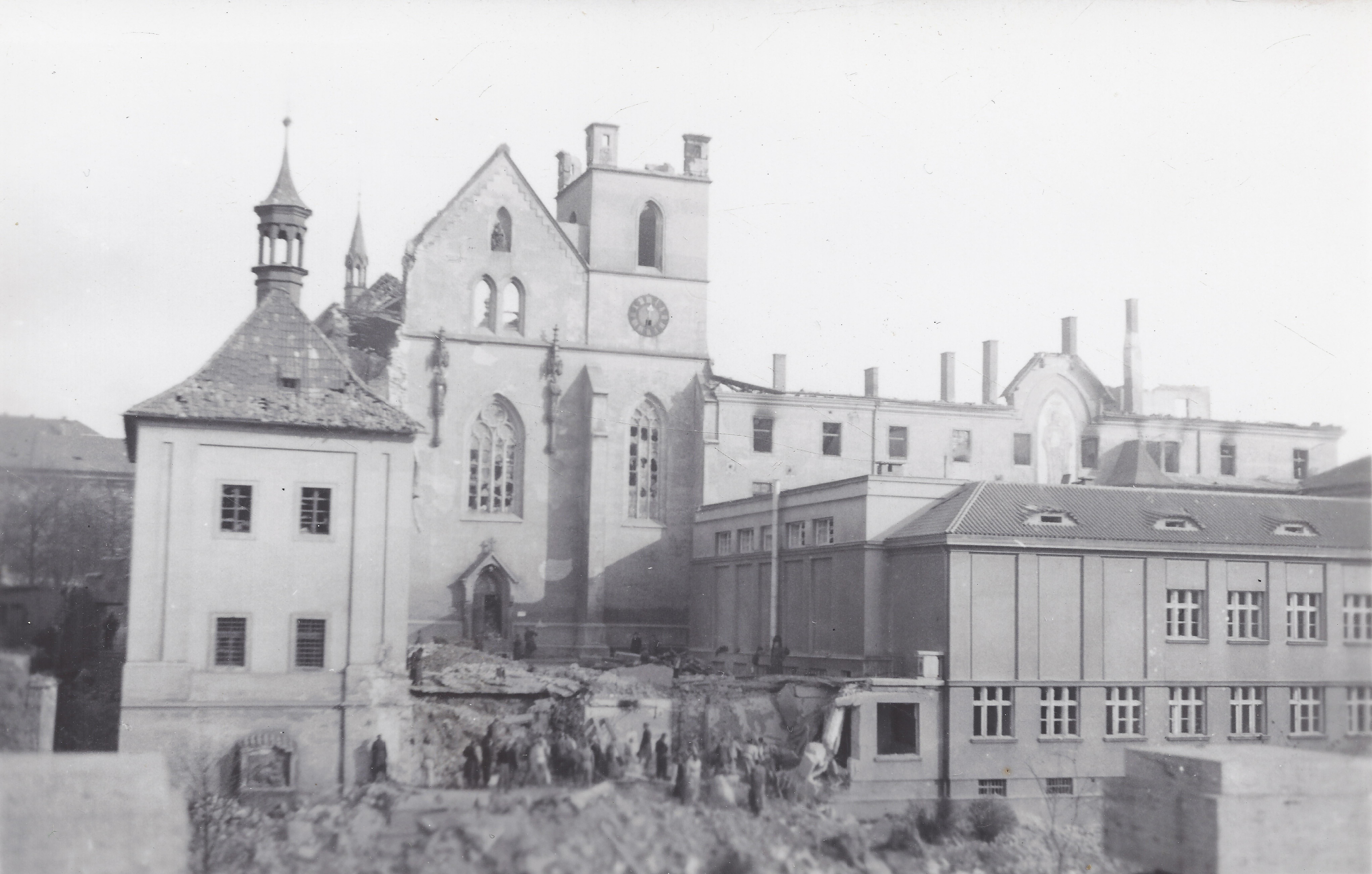
Emauzský klášter po náletu

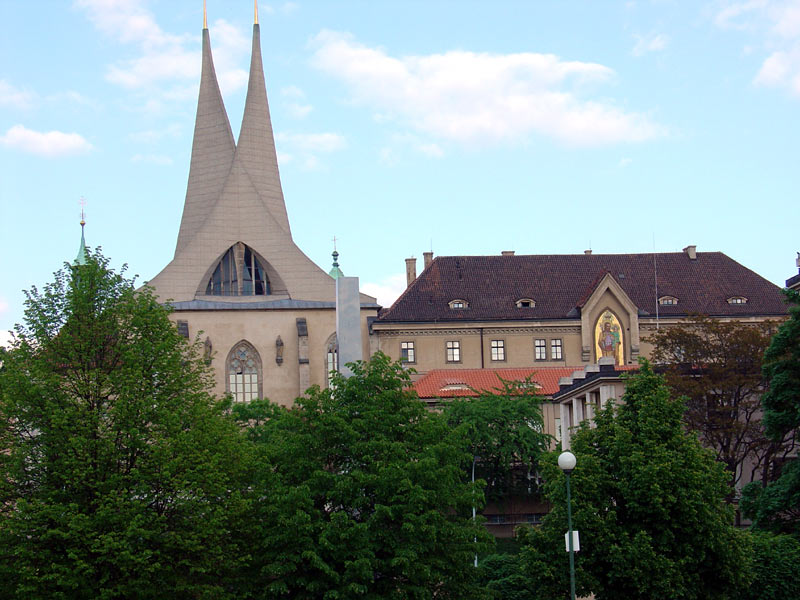
Obnovené věže Emauzského kláštera

Letecký útok na Prahu 14. února 1945 byl operací amerických vzdušných sil (USAAF) v rámci bojů druhé světové války.
Nálet bombardérů byl součástí masivního bombardování Drážďan (probíhajícího od 13. do 15. února), ale pro navigační chybu byla místo seřaďovacího nádraží v německých Drážďanech bombardována Praha, především v širší oblasti smíchovského nádraží. Praha za druhé světové války byla cílem spojeneckého bombardování několikrát, ale nálet 14. února 1945 byl z pohledu civilních obětí na životech nejtragičtější, zatímco vojenské škody byly minimální. Toho vzápětí využila nacistická propaganda, stejně tak později propaganda komunistická.

## Průběh
Nálet provedlo 62 amerických letounů B-17 z 91. a 398. bombardovací skupiny 1. letecké divize 8. letecké armády amerického armádního letectva (91st a 398th Bomber Group, 1st Air Division, 8th Air Force, USAAF) startujících ze základny v anglickém Nuthampsteadu. Dle hlášení obou skupin nálet trval pouze dvě minuty mezi 12:25 a 12:27.
Na Prahu bylo svrženo přibližně 150 tun trhavých a zápalných bomb v širokém pásu od Radlic až téměř po žižkovské nákladové nádraží – bombardování zasáhlo Radlice, Vyšehrad, Zlíchov, Nové Město, Nusle, Vinohrady, Vršovice a Pankrác. Nejvíce byla poškozena oblast od Palackého mostu (tehdy Mozartova) přes Karlovo náměstí na Vinohrady.

## Následky
V důsledku náletu bylo zabito 701 a zraněno 1184 lidí; mezi oběťmi byli např. horolezkyně a malíř Vlasta a Otakar Štáflovi a Eva Ladová, dcera Josefa Lady. Oběti tvořili téměř výhradně civilisté. Bez přístřeší zůstalo 11 000 Pražanů. Přes 80 lidí zůstalo nezvěstných. Až v roce 1971 objevili stavaři ve sklepě domu na Vinohradské třídě 23 mrtvol do té doby nezvěstných lidí, kteří se udusili v zasypaném krytu. Svědectví zmiňuje i popáleniny od fosforu.
Bombardováním bylo zasaženo přes 2500 pražských domů, z toho 68 bylo úplně zničeno, 88 velmi těžce poškozeno, 168 těžce poškozeno a 2351 poškozeno lehce. Zasažen byl např. Emauzský klášter, Faustův dům, Vinohradská synagoga, Grébovka (včetně Gröbovy vily), sochy na Palackého mostě, vozovna Pankrác nebo Vinohradské divadlo. Silně byl poškozen dům na rohu dnešní Resslovy ulice a Rašínova nábřeží, který musel být odstraněn; na jeho místě teprve v roce 1996 vyrostl Tančící dům. Mimo objekty bylo napočítáno dalších 67 zásahů. Zničeno nebo těžce poškozeno bylo také přibližně 40 tramvajových vozů.
Nálet nezničil žádný významný vojenský cíl; způsobil pouze lehké škody na pražském železničním uzlu, které byly opraveny během několika hodin.
Velké ztráty na životech byly způsobeny také netečností civilního obyvatelstva vůči leteckým poplachům, které byly za války poměrně časté, avšak většina předchozích náletů mířila na cíle mimo Prahu. Lidé se domnívali, že Praze – jakožto českému městu – nehrozí skutečné nebezpečí, případně (mylně) že je dokonce uvedena v seznamu zakázaných cílů spojeneckého letectva. Dalším důvodem bylo pozdní vyvolání poplachu (pět minut před dopadem prvních bomb) a velmi krátké trvání náletu, kvůli němuž byl čas na ukrytí velmi krátký. Náletu neodolaly ani některé protiletecké kryty. K ničivosti útoku přispěl i fakt, že německé letectvo (jehož úkolem bylo mj. chránit města a strategické cíle před nálety) bylo ke konci války ve špatném stavu a že pražský hasičský sbor musel o den dříve odjet pomáhat hasit hořící Drážďany.
Tehdejší oficiální, nacisty kontrolovaný tisk využil nálet k odsouzení Spojenců i české exilové vlády a označil jej za teroristickou akci. 18. února se na náměstí Míru uskutečnila tryzna za české oběti, které se účastnili i předseda protektorátní vlády Richard Bienert a německý státní ministr Karl Hermann Frank; pro německé oběti se obdobná tryzna uskutečnila před Rudolfinem.

## Příčina náletu
Bombardování Prahy bylo způsobeno navigačním omylem. Někteří navigátoři amerických bombardérů hlásili do vysílaček, že se nacházejí nad cílovým městem shozu pum: „... někde nad Drážďany“; jiní chybu rozpoznali, avšak byli nuceni následovat skupinu. Po celou dobu letu z Velké Británie panovala naprostá mlha, skupiny se vlivem silného větru odchýlily jihovýchodně od svého kurzu, navíc se při přeletu Německa porouchal palubní radiolokátor hlavního navigátora skupiny. Navigátoři se tak museli orientovat podle bodů na zemi, kde zaměnili Plzeň za iniciační navigační bod Zwickau, protože je od Prahy vzdálena zhruba stejně jako Zwickau od Drážďan. Faktorem mohl být i nedostatek paliva pro dosažení důležitějšího cíle.
Praha nepatřila mezi náhradní cíle bombardování, na které se měl svrhnout náklad bomb, kdyby se nepodařil shoz na primární cíl (tím byla Saská Kamenice). Spojenecká bombardování českého území způsobila značné škody nacistům. Omyly, ke kterým došlo, se staly byly zneužity jak nacistickou, tak komunistickou propagandou.
Pamětnice bombardování Jaroslava Peková vzpomínala na setkání v roce 1990 s letcem. „Jednou jsem tu měla autobus plný Američanů. Když jsme byli na Václavském náměstí, kde tehdy při náletu bylo zničeno několik domů, tak jsem jim o bombardování a navigační chybě vyprávěla,“ vzpomíná. Letec se přiznal k úmyslnému bombardování. To ovšem nemohla být pravda, Václavské náměstí nebylo 14. 2. 1945 vůbec zasaženo. Domy na něm byly poškozeny až německou Luftwaffe za Pražského povstání.[zdroj?]

## Památníky

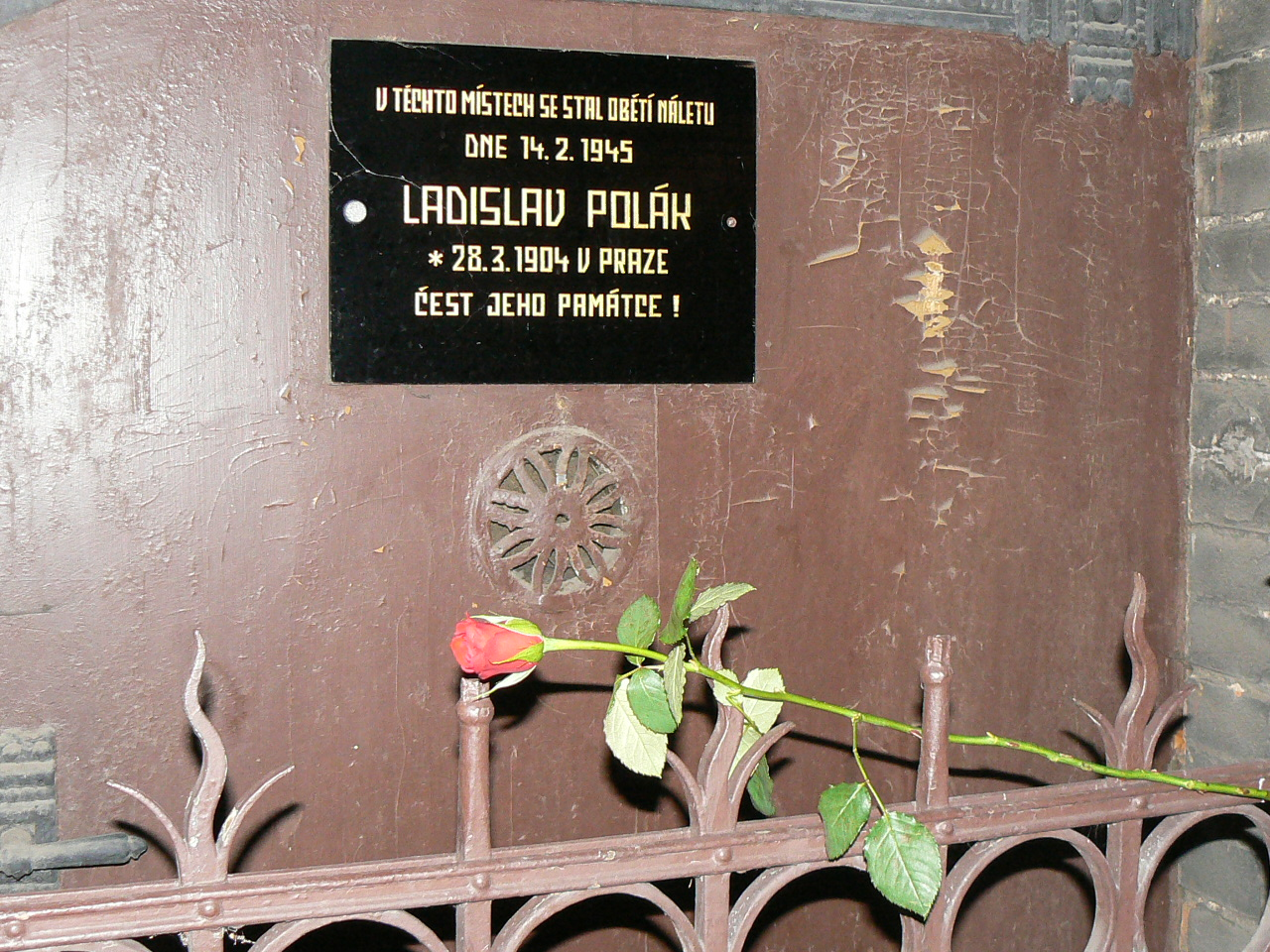
Pamětní deska v Apolinářské ulici
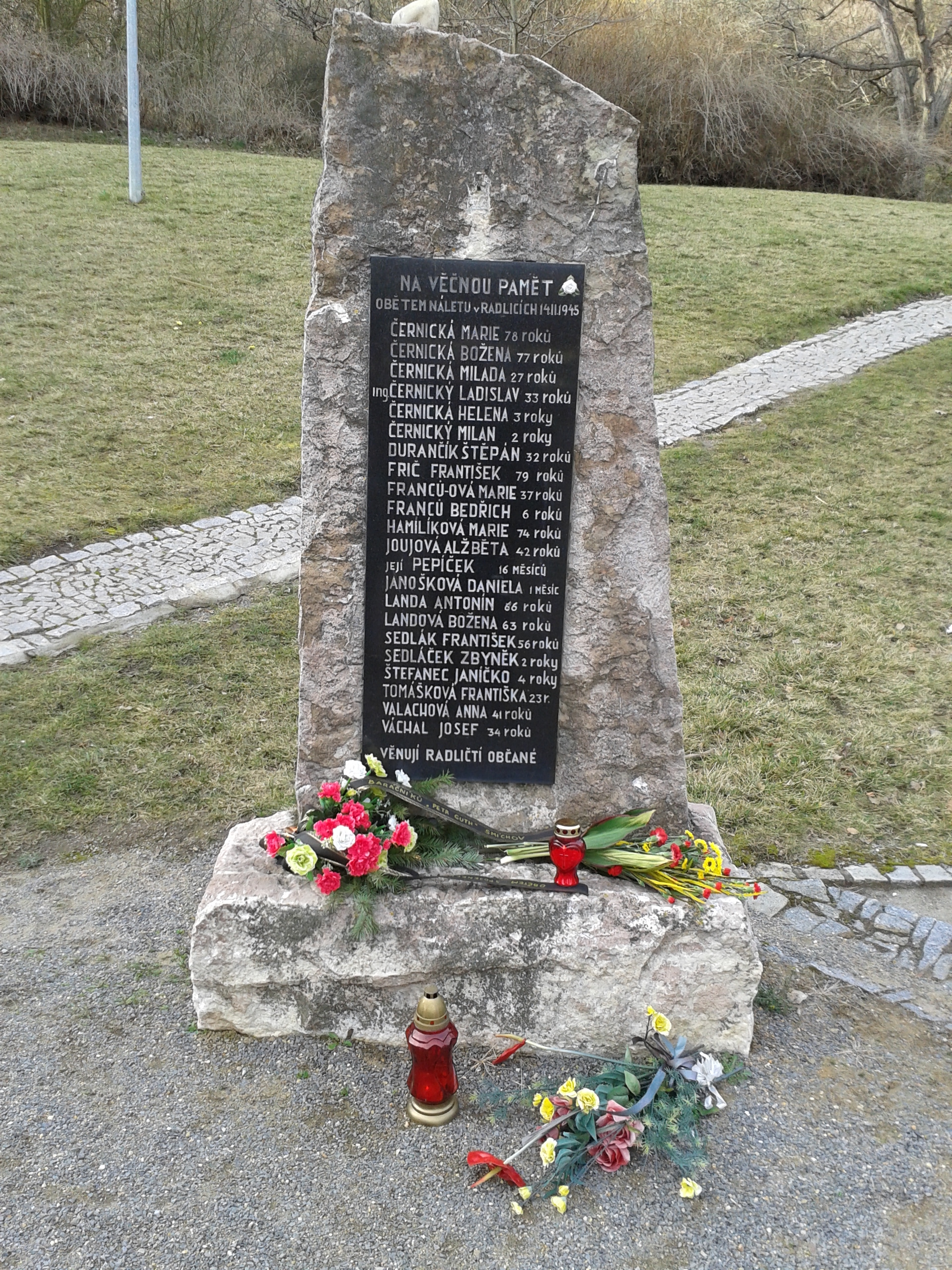
Pomník Obětem náletu 14. února 1945 v Praze – Radlicích
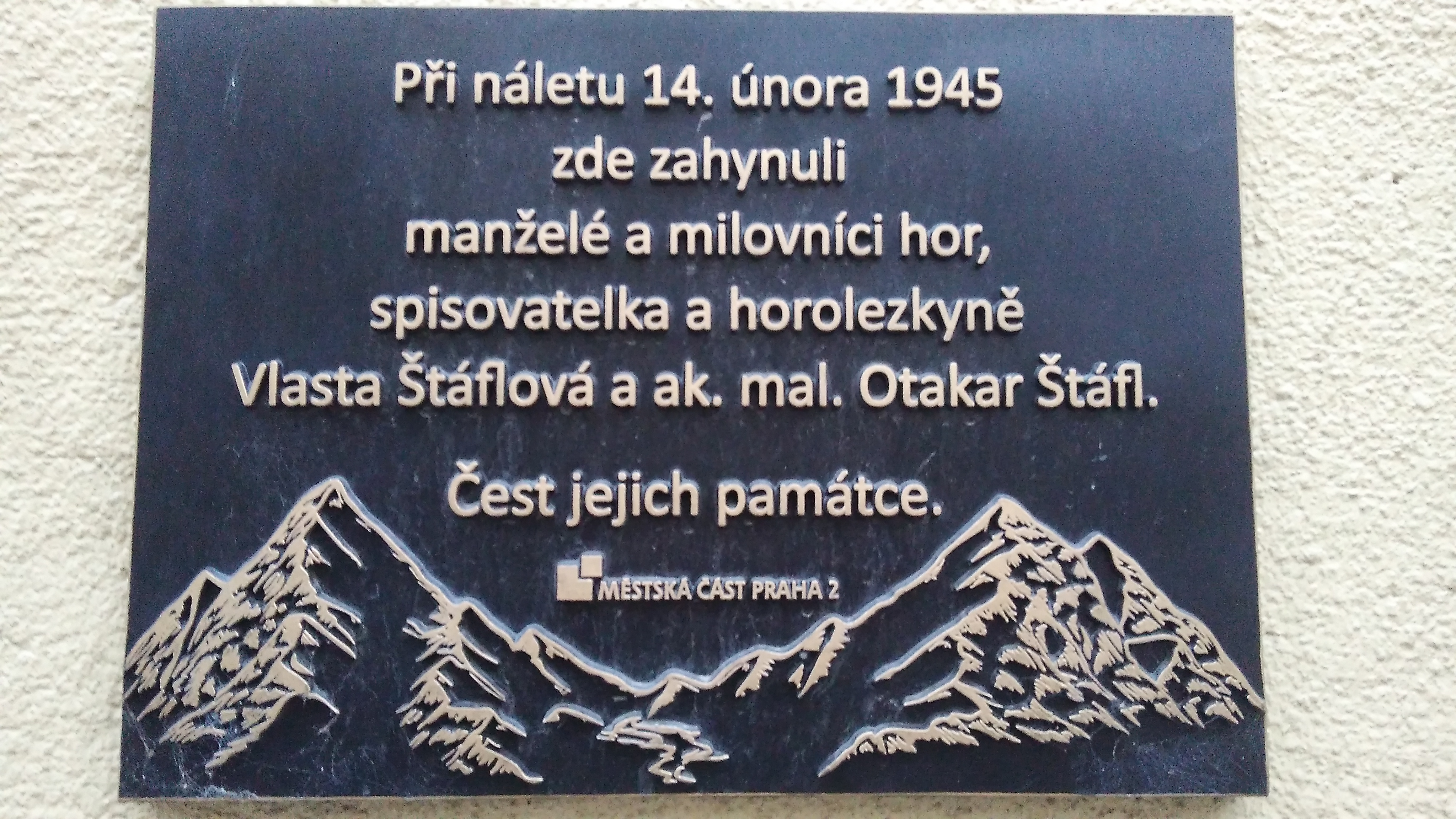
Vlasta a Otakar Štáflovi, pamětní deska, Mánesova 20
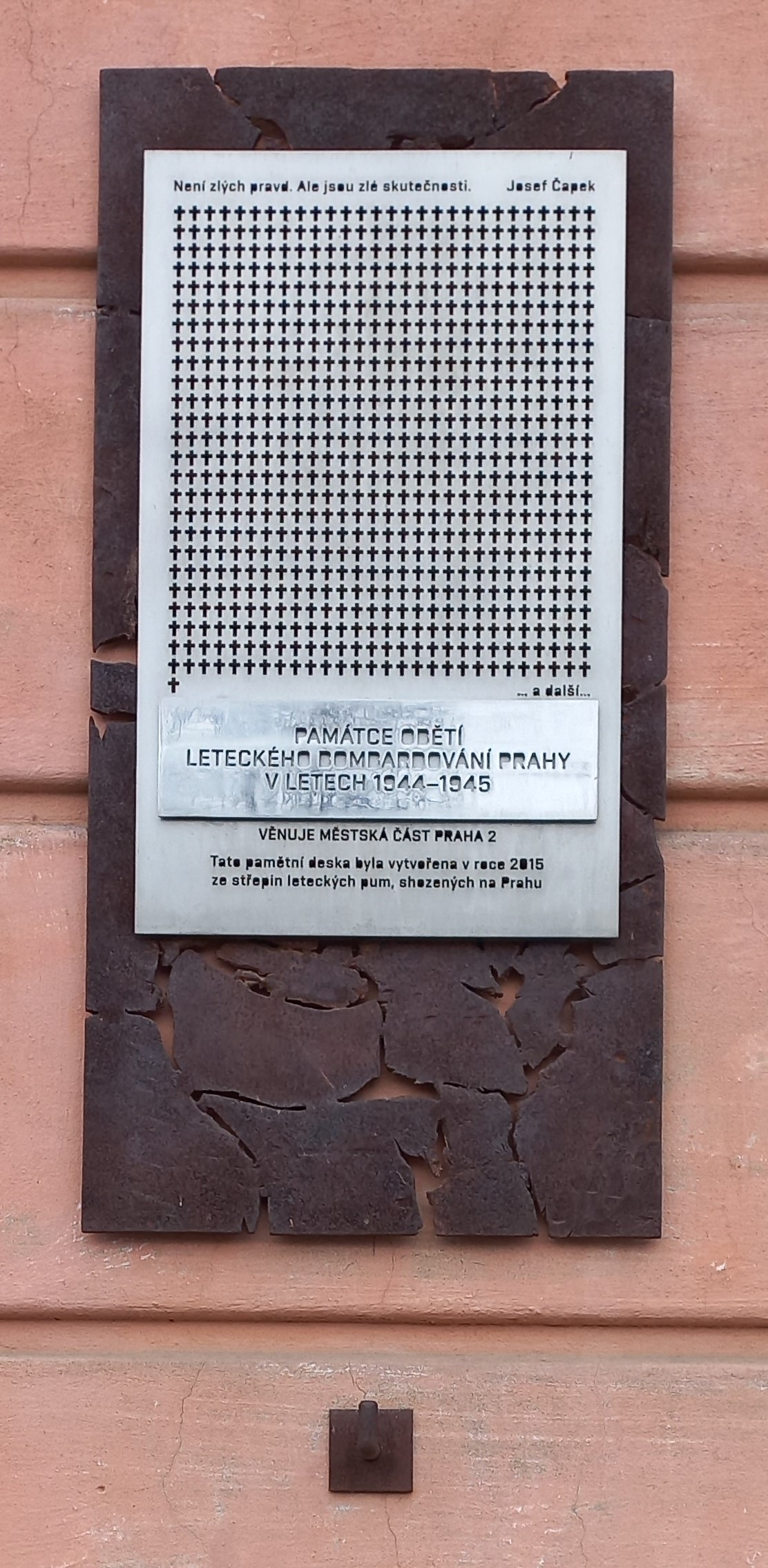
Pamětní deska obětí náletu 14. 2. 1945, Karlovo náměstí 37/500